# Pěvecké sdružení severočeských učitelů
Pěvecké sdružení severočeských učitelů (PSSU) byl mužský pěvecký sbor, který byl založen v severočeském Mostě v roce 1923. Měl podporovat vlastenecké tendence a český živel v tomto pohraničí a proto jeho repertoár se zakládal hlavně na lidové písni. Jeho domovskou základnou se stala základní umělecká škola v ulici Obránců míru v Mostě, posléze ZUŠ v ulici Moskevská. Členy sboru byli převážně pedagogové ze severních Čech.
V letech 1953–1991 vedl sbor sbormistr Alois Škarka, od 50. let se rozrostl až na 90 členů a úspěšně absolvoval mnoho koncertních vystoupení jak doma, tak v zahraničí. Repertoár sboru se postupně rozšířil na hudbu světových klasiků, hudbu duchovní, vánoční a nastudoval i několik spirituálů. V roce 2012 měl 20 členů, sbormistrem byl PhDr. Zdeněk Fröhlich.
Sbor ukončil činnost v roce 2016. Poslední koncert sboru se konal dne 23. dubna 2016 v kostele Nanebevzetí Panny Marie v Mostě.
PSSU vystupovalo i v zahraničí – ve Finsku, Anglii, Švédsku, Francii, Rakousku, opakovaně v Německu, Bulharsku, Maďarsku a Polsku.